# أمان ديب
أمان ديب (16 فبراير 1986 في الهند - ) (بالألمانية: Aman Deep)‏ هو لاعب كريكت نمساوي. شارك مع منتخب النمسا الوطني للكريكت.

## وصلات خارجية
- أمان ديب على موقع إي آس بي آن كريك إنفو (الإنجليزية)